# 25I-NBOMe
Le 25I-NBOMe (ou 2C-I-NBOMe, Cimbi-5) est un puissant psychédélique dérivé du 2C-I.
Il a été découvert en 2003 par le chimiste Ralf Heim de l'université libre de Berlin, qui a publié ses conclusions dans sa thèse de doctorat. Le composé a ensuite été étudié à l'université de Purdue par David Nichols.

## Chimie
Comme les autres composés 2C-X-NBOMe, le 25I-NBOMe est un dérivé des phényléthylamines 2C-X découvert par le chimiste Alexander Shulgin et décrit dans son ouvrage PiHKAL.

## Pharmacologie
Le 25I-NBOMe est un puissant agoniste du 5-HT2A (en) au niveau cérébral,.
À l'instar du LSD, il provoque donc des effets psychodysleptiques à des dosages très faibles (inférieurs au milligramme).

## Effets et conséquences
Cet agent fait partie des nouveaux produits de synthèse et on ne connaît que peu ou pas sa toxicité et sa pharmacologie.
Néanmoins, il serait vraisemblablement lié à plusieurs décès par overdose en particulier aux États-Unis et en Australie, et est très souvent vendu sous la fausse appellation "mescaline synthétique" lors de rave-parties ou dans les milieux d'usagers de drogues, ou pour du LSD, ce qui entraîne de nombreuses conséquences indésirables (dosages, effets attendus...) d'où les nombreux accidents rapportés depuis sa mise sur le marché des nouveaux produits de synthèse (NPS).
Cette substance figure à l'annexe III de l'arrêté du 22 février 1990 modifié fixant la liste des substances classées comme stupéfiants en France.

### Effets recherchés
- illusions sensorielles intenses ;
- sensations d'énergie, de bien-être ;
- dissolution de l'ego ;
- exacerbation des sens (notamment tactile et sensibilité à la musique) ;
- déformation spatio-temporelle ;
- hallucinoses.

Effets secondaires indésirables :
- psychose ;
- convulsions ;
- paranoïa ;
- coma ;
- mort ;
- séquelles graves au cerveau.